# Elecciones estatales de Michoacán de 1995
Las elecciones estatales de Michoacán de 1995 se realizaron el domingo 12 de noviembre de 1995 y en ellas se renovaron los siguientes cargos de elección popular del estado mexicano de Michoacán:
- Gobernador de Michoacán. Titular del Poder Ejecutivo del estado, electo para un periodo de seis años, sin derecho a reelección.
- 30 diputados del Congreso del Estado. Dieciocho diputados electos por mayoría relativa y doce designados mediante representación proporcional para integrar la LXVII Legislatura.
- 113 ayuntamientos. Integrados por un presidente municipal y un grupo de regidores, electos para un periodo de tres años no reelegibles para el periodo inmediato.

## Resultados

### Gobernador
|  | 38.09 % |

|  | 31.57 % |

|  | 24.84 % |

|  | 1.89 % |

|  | 1.51 % |

|  | 97.67 % |

|  | 2.33 % |

### Congreso estatal
|  | 35.94 % |

|  | 32.14 % |

|  | 25.76 % |

|  | 2.19 % |

|  | 1.71 % |

|  | 2.24 % |

|  | 100 % |

### Ayuntamientos
|  | 35.94 % |

|  | 32.14 % |

|  | 25.83 % |

|  | 2.19 % |

|  | 1.71 % |

|  | 2.25 % |

|  | 97.75 % |